# Манифика, Морис
Мори́с Манифика́ (фр. Maurice Manificat; род. 4 апреля 1986 года, Салланш, Верхняя Савойя) — французский лыжник, четырёхкратный призёр Олимпийских игр, четырёхкратный призёр чемпионатов мира, победитель этапов Кубка мира.

## Спортивная карьера
На чемпионате мира 2015 года в Фалуне завоевал две медали: серебряную — в 15 километровой гонке свободным ходом и бронзовую — в эстафете.
Дважды принимал участие в Зимних Олимпийских играх 2010 и 2014 годов. В Сочи завоевал бронзовую медаль в составе эстафетной четвёрки.
На Кубке мира Манифика дебютировал в 2006 году. 7 декабря 2008 года Монифика впервые поднялся на подиум, заняв 3-е место в гонке во французском местечке Ла-Клюза. В марте 2010 года одержал свою первую победу на этапе Кубка мира в Лахти в пасьюте на 30 км, а ещё через две недели добыл свою вторую победу на этапе в шведском Фалуне.
В 2017 году дважды поднимался на подиум этапов Тур де Ски, последний из которых даже выиграл, но в общем зачёте стал лишь 4-м, уступив 7 секунд Дарио Колонье.
Лучшим достижением Манифика в общем итоговом зачёте Кубка мира является 5-е место в сезоне 2009/10 года и в сезоне 2015/16 года.
В 2021 году стал третьим в общем зачёте многодневки Тур де Ски. 
В марте 2024 года объявил о завершении спортивной карьеры после окончания лыжного сезона 2023/2024. 

## Результаты

### Олимпийские игры
| Олимпийские игры | Спринт | Командный спринт | 15 км раздельный старт | 15+15 км скиатлон | 50 км масс-старт | Эстафета |
| ---------------- | ------ | ---------------- | ---------------------- | ----------------- | ---------------- | -------- |
| 2010 Ванкувер    | —      | —                | 6                      | 26                | —                | 4        |
| 2014 Сочи        | —      | —                | —                      | 8                 | 43               | 3        |
| 2018 Пхёнчхан    | —      | 3                | 5                      | 5                 | —                | 3        |
| 2022 Пекин       | —      | —                | 12                     | —                 |                  | 3        |

### Чемпионаты мира по лыжным видам спорта
| Чемпионат мира      | Спринт | Командный спринт | 15 км раздельный старт | 15+15 км скиатлон | 50 км масс-старт | Эстафета |
| ------------------- | ------ | ---------------- | ---------------------- | ----------------- | ---------------- | -------- |
| 2009 Либерец        | —      | —                | —                      | 47                | —                | —        |
| 2011 Осло           | —      | —                | 15                     | 22                | 45               | 11       |
| 2013 Валь-ди-Фьемме | —      | 6                | 15                     | 21                | 24               | 9        |
| 2015 Фалун          | —      | —                | 2                      | 5                 | 14               | 3        |
| 2017 Лахти          | —      | —                | 23                     | 14                | 9                | 7        |
| 2019 Зеефельд       | —      | —                | 25                     | —                 | 32               | 3        |
| 2021 Оберстдорф     | —      | —                | 16                     | —                 | 26               | 3        |

## Награды
- Кавалер ордена «За заслуги» (20 апреля 2014 года)[1].